# Miroslav Stević
Miroslav „Miki“ Stević (* 7. Januar 1970 in Ljubovija, SFR Jugoslawien) ist ein ehemaliger serbischer Fußballspieler und heutiger Fußballfunktionär.
Der defensive Mittelfeldspieler begann seine Profikarriere bei Bratstvo Bratunac und wechselte 1984 zu Partizan Belgrad, mit dem er 1989 den jugoslawischen Landespokal gewann. Im selben Jahr ging er zu FK Rad, wo er bis zum Januar 1992 spielte. Von Januar bis Juni 1992 war er für den Grasshopper Club Zürich im Einsatz. Im Sommer 1992 wechselte Stević zu Dynamo Dresden. Zwei Jahre später ging er zum TSV 1860 München, für den er bis Ende 1998 spielte. Ab Januar 1999 stand er bei Borussia Dortmund unter Vertrag. 2002 verließ er die Bundesliga und spielte ein Jahr lang für Fenerbahçe Istanbul. 2003 kam er zurück nach Deutschland und stand bis Januar 2005 im Aufgebot des VfL Bochum. Danach wechselte er zur SpVgg Unterhaching in die 2. Bundesliga, bei der er nach der Saison 2005/06 seine aktive Karriere beendete.
Stević kam auf insgesamt 271 Einsätze in der deutschen Bundesliga und erzielte dabei 16 Tore. Dazu kommen weitere 22 Einsätze in der 2. Bundesliga, bei denen er ohne Torerfolg blieb. 2002 wurde er mit dem BVB Deutscher Meister und Zweiter im UEFA-Pokal.
Er stand sechsmal in der Auswahl der jugoslawischen bzw. serbisch-montenegrinischen Fußballnationalmannschaft. Bei der WM 1998 kam er zu einem Einsatz; er wurde im Spiel gegen Deutschland eingewechselt.
Im Jahr 2007 erwarb er in Köln erfolgreich die Trainerlizenz.
Vom 2. Februar 2009 bis zum Ende der Saison 2010/11 war er Sportdirektor beim TSV 1860 München.
Er besitzt neben der serbischen auch die deutsche Staatsbürgerschaft.